# Diamantino
Diamantino este un oraș în Mato Grosso (MT), Brazilia.